# VR-Bank Memmingen
Die VR-Bank Memmingen eG ist eine Genossenschaftsbank mit Sitz in Memmingen. Ihr Geschäftsgebiet umfasst die kreisfreie Stadt Memmingen und den Landkreis Unterallgäu. Die VR-Bank Memmingen verfügt über 8 Geschäftsstellen und sechs SB-Stellen im gesamten Gebiet.

## Geschäftsstellen

### Stadtgebiet von Memmingen
- Maximilianstrasse

### Im Landkreis
- Haselbach
- Heimertingen
- Memmingerberg
- Legau
- Mindelheim

## Geschichte
Am 1. Juli 1913 wurde die heutige VR-Bank im Zollerhaus am Marktplatz in Memmingen (jetzt Deutsche Bank) eröffnet. Der erste Jahresabschluss per 31. Dezember 1913 wies eine Bilanzsumme von 267.407,47 Mark bei einem Betriebsüberschuss von 125,47 Mark aus. Zu diesem Zeitpunkt hatte die Bank 150 Mitglieder.
Im November 1916 erwarb die Bank das Eckgebäude Maximilianstraße/Waldhornstraße, wo sich noch heute die Hauptstelle der VR Bank Memmingen eG befindet. In den Jahren 1928–29 entstand der Bau des neuen Hauptstellengebäudes. Mit dem Wirtschaftsaufschwung Anfang der 50er Jahre wuchs auch die Volksbank in eindrucksvollem Tempo. 1954 betrug die Bilanzsumme bereits 6 Mio. DM. In den 60er Jahren wurde die geschäftliche Basis erweitert und 1965 die erste Stadtzweigstelle in der Buxheimer Straße eröffnet. Im selben Jahr nahm die Bank die erste elektronische Datenverarbeitungsanlage auf Lochkartenbasis in Betrieb – damit war sie führend bei den Memminger Geldinstituten. Im Jahr 1970 wurde die neue Zweigstelle in Amendingen eingeweiht. Im selben Jahr erfolgte die Fusion mit der Volksbank Legau.
Die Raiffeisenbank Memmingen eG entstand 1971 aus einer Fusion der Raiffeisenbanken Dickenreishausen, Buxheim, Benningen und Memmingerberg. Der Hauptsitz war in Dickenreishausen. 1973 wurde die Zentrale in die Herrenstraße nach Memmingen verlegt. Fünf Jahre später entstand das große Raiffeisenzentrum in der Bodenseestraße. Von hier aus wurden ab diesem Zeitpunkt die Geschäfte der Bank gelenkt. In den folgenden Jahren fusionierten die damals noch selbstständige Volksbank bzw. Raiffeisenbank mit weiteren 14 Banken im Umkreis. Darunter fiel 1973 auch die Fusion der Volksbank Memmingen eG mit den Volksbanken in Mindelheim, Bad Wörishofen, Pfaffenhausen, Neugablonz und Kaufbeuren. Von den beiden letzteren trennte man sich aber bereits ein Jahr später wieder.
Mit der Fusion Volksbank Memmingen eG und der Raiffeisenbank Boos-Niederrieden eG wurde eine Namensänderung beschlossen. Die Volksbank Memmingen eG hieß ab diesem Zeitpunkt: Volksbank Memmingen-Unterallgäu eG.
Im Jahr 2001 war dann die Zeit für die große Platzfusion der Volksbank Memmingen-Unterallgäu eG mit der Raiffeisenbank Memmingen eG gekommen. Die Bilanzsumme der neuen Volksbank-Raiffeisenbank Memmingen-Unterallgäu eG überschritt erstmals mit 1.047,7 Mio. DM die Milliardengrenze. 23.959 Mitglieder waren Miteigentümer der Bank. Seit 2006 firmiert die Bank unter dem Namen VR-Bank Memmingen eG.